# 二宮清治
二宮 清治（にのみや せいじ、1965年〈昭和40年〉1月11日 - ）は、日本の郵政・総務・デジタル官僚。

## 来歴
愛媛県八幡浜市出身。愛媛県立八幡浜高等学校を経て、1988年（昭和63年）、東京大学経済学部を卒業。同年、郵政省に入省。
入省後、研修を経て郵政事業部門に配属され、簡易保険局資金運用第二課や同局企画課において、簡易保険の資金運用を担当し、簡保資金による外債の運用や資金運用制度の改善に携わった。その後、アメリカのイェール大学へ留学。国際開発経済学を学び、修士号を取得した。
帰国後、郵政省大臣官房国際部国際経済室北米経済係長、同室課長補佐、総合通信基盤局電気通信事業部事業政策課課長補佐、情報通信研究機構ワシントン事務所長、総合通信基盤局国際部国際経済室長、同局電気通信業部消費者行政課長、同部料金サービス課長、内閣官房副長官補室参事官、内閣官房情報通信技術総合戦略室次長、総務省大臣官房会計課長、同サイバーセキュリティ・情報化審議官、内閣官房内閣審議官（内閣官房副長官補付）、内閣官房情報通信技術総合戦略室室長代理（副政府CIO）、総務省大臣官房審議官（国際技術、サイバーセ キュリティ担当）、内閣官房デジタル市場競争本部事務局次長などを歴任。通信分野での経済交渉やインターネットの違法・有害情報対策などに携わった他、総合通信基盤局国際部国際経済室長在任中にAPEC電気通信・情報作業部会副議長を務め、経済協力の枠組みにおける多国間調整を担った。また、出向で内閣官房副長官補室参事官を務めた際には日本年金機構の個人情報流出事案や熊本地震の災害対応などの官邸主導の政策を担い、同時期に兼務していた情報通信技術総合戦略室次長としてもICTの利活用を目的とした戦略策定に携わった。
2021年（令和3年）7月1日、総務省総合通信基盤局長に就任。
2022年（令和4年）6月28日、デジタル庁統括官（省庁業務サービスグループ長）に就任。2023年（令和5年）7月7日、デジタル審議官に就任。
2025年（令和7年）7月1日、総務省大臣官房付に異動。同日辞職。

## 人物
- 同郷に参議院議員を務めた山本博司がおり、山本は中学校、高校の先輩にあたる[2]。